# Kanton La Possession
Der Kanton La Possession ist seit 1949 ein französischer Wahlkreis im Arrondissement Saint-Paul des Übersee-Départements Réunion. Er umfasst die Gemeinde La Possession.

## Bevölkerungsentwicklung
| 1967  | 1974   | 1982   | 1990   | 1999   | 2006   |
| ----- | ------ | ------ | ------ | ------ | ------ |
| 7.626 | 10.112 | 11.002 | 15.614 | 21.883 | 26.242 |